# ダニロ・キシュ
ダニロ・キシュ（Danilo Kiš、1935年2月22日 – 1989年10月15日 ）は、ユーゴスラビア人の小説家、詩人である。

## 経歴
1935年、ユーゴスラビア王国のセルビア北部スボティツァ生まれ。戦争中は父の故郷のハンガリーで暮らすも、ユダヤ系であった父はアウシュビッツ収容所に送られ、消息を絶つ。
第二次世界大戦後、母の故郷であるモンテネグロのツェティニェに移住し、セルビアのベオグラード大学で文学を学ぶ。1962年から執筆を開始し、自伝的三部作『庭、灰』『若き日の哀しみ』『砂時計』で作家としての地位を確立した。1979年にフランスに亡命し、フランス各地の大学でセルビア・クロアチア語の講師をしながら小説の執筆を続けた。
1989年パリで死去。遺言によりセルビア正教に則ってベオグラードで埋葬された。

## 日本語訳された作品
- 『若き日の哀しみ』山崎佳代子訳、東京創元社、海外文学セレクション、1995年
  - 『若き日の哀しみ』東京創元社 創元ライブラリ、2013年
- 『死者の百科事典』山崎佳代子訳、東京創元社、海外文学セレクション、1999年
  - 『死者の百科事典』創元ライブラリ、2018年
- 『砂時計』奥彩子訳、松籟社、東欧の想像力、2007年
- 『庭、灰』山崎佳代子訳、「世界文学全集Ⅱ-06」河出書房新社、2009年

他はカルヴィーノ「見えない都市」米川良夫訳

## 主な作品

### 小説
- Mansarda: satirična poema("The Garret"), 1962
- Psalam 44, 1962
- Bašta, pepeo("Garden, Ashes'"),（『庭、灰』） 1965
- Rani jadi: za decu i osetljive("Early Sorrows")（『若き日の哀しみ』）, 1970 (短編)
- Peščanik ("Hourglass"),（『砂時計』） 1972
- Grobnica za Borisa Davidoviča: sedam poglavlja jedne zajedničke povesti("en:A Tomb for Boris Davidovich"), 1976 (短編)
- Čas anatomije, 1978
- Enciklopedija mrtvih("The Encyclopedia of the Dead")（『死者の百科事典』）, 1983 (短編)
- Lauta i ožiljci, 1994 (短編)

### 詩
- Pesme i prepevi, 1992
- Pesme, Elektra, 1995

### エッセイ
- Po-etika, 1972
- Homo poeticus, 1983
- Život, literatura, 1990
- Varia, 1995

### ドラマ
- Noć i magla, 1983